# Michael Pause
Michael Pause (* 1952 in München) ist ein Münchner Rundfunksprecher, Filmemacher, Journalist und Autor.
Nach seinem Studium der Politik- und Kommunikationswissenschaften besuchte er die Deutsche Journalistenschule in München. Bekannt wurde er vor allem durch seine Filme und durch die Moderation des Bergmagazins Bergauf-Bergab beim Bayerischen Fernsehen seit Mai 1998. Michael Pause leitete die Redaktionen Bergauf-Bergab und Freizeit (Fernsehsendung) im Fernsehen des Bayerischen Rundfunks bis zu seinem Ruhestand im April 2018. Er trat damit die Nachfolge von Hermann Magerer an, der die Sendung Bergauf-Bergab seit ihrem Bestehen im Jahr 1975 leitete. Die Moderation und Redaktion von Bergauf-Bergab übernahm Michael Düchs. Michael Pause veröffentlichte eine Vielzahl an Bergbüchern und Artikeln für Bergzeitschriften. Des Weiteren war er von 2002 bis 2024 Direktor des Internationalen Bergfilmfestivals Tegernsee. Seit 1984 arbeitete Pause in der Redaktion der Zeitschrift Berge und war dort bis 2008 Chefredakteur.
Michael Pause ist der Sohn des Schriftstellers und Bergsteigers Walter Pause.

## Werke (Auszug)
- Münchner Hausberge, Michael Pause, 144 Seiten, BLV München 2012, ISBN 978-3-8354-1044-2
- Mit glücklichen Augen. Die hundert schönsten Geschichten aus dem Leben von Walter Pause, Michael Pause, 240 Seiten, ganzBerg Verlag 2007, ISBN 978-3-00-022833-9
- Zürcher Hausberge, AT-Verlag Aarau 2000, ISBN 3-85502-718-8